# Oenopota okudai
Oenopota okudai é uma espécie de gastrópode do gênero Oenopota, pertencente a família Mangeliidae.